# Comocladia gilgiana
Comocladia gilgiana är en sumakväxtart som beskrevs av Helwig. Comocladia gilgiana ingår i släktet Comocladia och familjen sumakväxter. Inga underarter finns listade i Catalogue of Life.